# TV.com
TV.com — веб-сайт, принадлежащий корпорации CNET Networks. Начал работать 1 июня 2005 года, заменив популярный ресурс TV Tome.
TV.com занимается освещением телевидения, и фокусируется на шоу, транслируемых в США, Великобритании, Канаде, Австралии, Японии и Ирландии. Он включает в себя новости, обзоры событий, фотографии и телепередачи. Также пользователи могут самостоятельно редактировать и вносить новые данные на сайт.
Поскольку сайт был создан на коммерческой основе, то объём получаемой информации напрямую зависит от размера добровольных пожертвований.
После марта 2019 года страницы новостей и функции на TV.com больше не обновлялись.